# Bahía de Corisco
La bahía de Corisco (en francés: Baie de Corisco) es el nombre de una bahía localizada entre los países africanos de Guinea Ecuatorial y Gabón. Administrativamente abarca la costa de la provincia gabonesa de Estuaire y la ecuatoguineana de Litoral. 
Geográficamente limita por el norte con el Cabo San Juan y por el sur con el Cabo Esterias (Cap Estérias), en ella se encuentra la Reserva natural de Corisco y Elobeyes y las islas correspondientes: Corisco, Elobey Grande y Elobey Chico, además de pequeños islotes como Mbañe, Conga y Cocoteros (disputados estos 3 últimos). Entre las localidades costeras destaca Cocobeach.